# Telofază
Telofaza este a patra fază în diviziunea celulei prin mitoză, când fosta celulă unică (celula mamă) se împarte (se divide) în două celule distincte (celule fiice). 

## Descriere

Această imagine descrie etapa finală în mitoză, telofază.

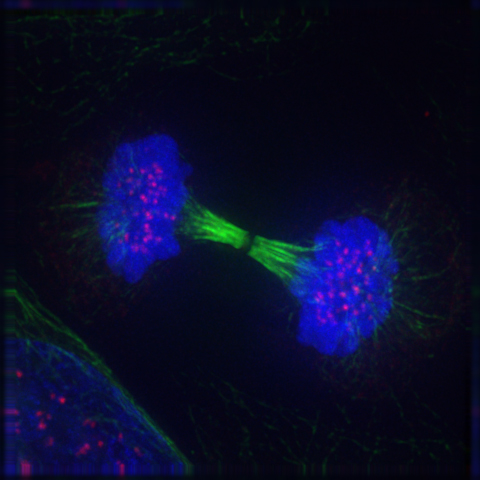
Reapariția membranei nucleare și nucleolului: telofaza

În stadiul final de mitoză - telofază - în jurul celor două seturi de fiice de cromozomi, care s-au dus la polii opuși ai celulei în stadiul de anafază, membrana nucleară începe să se formeze. La început, cromozomii își păstrează orientarea anafasică: centromerele se îndreaptă spre poli de celulă și telomerii spre centrul axului. Formarea plicului nuclear este precedată de dezasamblarea axului de divizare. Există o prelungire a microtubulilor astrali și se formează o nouă structură microtubule - un corp rezidual, care este situat între două seturi distincte de cromozomi. Depolimerizarea are loc în direcția de la polii de divizare până la planul ecuatorial al celulei, de la capetele minus la capetele plus. În același timp, microtubulii rămân în corpul rezidual cel mai mult timp. La asamblarea membranei nucleare, veziculele de membrană ale citoplasmei se leagă de suprafața cromozomilor individuali, apoi se îmbină între ele și înconjoară grupurile de cromozomi și apoi se îmbină pentru a forma membrana nucleară. Mai întâi, plicul nucleic se formează pe suprafețele laterale ale cromozomilor și, ulterior, pe centromere și telomeres. Mai mult, complexele de pori nucleare sunt încorporate în el, se formează o lamă nucleară, apare un nucleol și membrana nucleară este din nou conectată la reticulul endoplasmatic. Complexele cu pori nucleari încarcă proteinele nucleare în nucleu din citoplasmă, nucleul se extinde, iar decondenizarea cromozomilor, trecând în starea interfazică, începe transcripția genetică. Mitoza se completează cu formarea de nuclee fiice, iar citoplasma celulei rămâne doar divizată în două.
Pentru a dezasambla axul de divizare și formarea pachetului nuclear, este necesară defosforilarea proteinelor fosforilate de kinazele dependente de ciclină mitotică (Cdk). Acest lucru poate fi atins atât prin inactivarea Cdk și prin activarea fosfatazelor, fie prin ambele în același timp. De obicei, telofaza incepe la 10-15 minute dupa ce cromatidul se diferentiaza. În acest fel, nuclearea prematură este împiedicată înainte ca seturile de cromozomi să dispară.
Caracteristici: 
- celula este în stare diploidă (2n);
- gruparea la polii opuși ai celulei a seturilor omoloage de cromozomi;
- dezorganizarea fusului de diviziune;
- decondensarea treptată a cromozomilor prin despiralizarea cromatinei;
- reorganizarea în jurul seturilor cromozomale polare a învelișurilor nucleare;
- reorganizarea nucleolilor;
- formarea a doua nuclee fiice (a doi nuclei fii).